# Anillomyrma
Anillomyrma é um gênero de insetos, pertencente a família Formicidae.

## Espécies
- Anillomyrma decamera
- Anillomyrma decamera continentis
- Anillomyrma decamera decamera
- Anillomyrma tridens